# Araeocera
Araeocera is een geslacht van vlinders van de familie bloeddrupjes (Zygaenidae), uit de onderfamilie Procridinae.

## Soorten
- A. compta Jordan, 1908
- A. cyanescens Hampson, 1892
- A. prasina Jordan, 1931